# Dead Like Juliet
Dead Like Juliet is een Italiaanse metalcoreband afkomstig uit Meran, Zuid-Tirol. De band werd opgericht in 2011 en bracht in 2014 haar eerste ep uit. In 2018 kwam hun zelfstandig op de markt gebrachte debuutalbum Stranger Shores uit.
De band toerde door de jaren veelvuldig door Europa, waarbij ze meerdere concerthallen, clubfeesten en festivals in onder meer Duitsland, Oostenrijk, Italië, Frankrijk, Zweden, Rusland en Servië aandeden. De band trad ook meermaals op in Nederland en België. Zo stonden ze op 23 maart 2019 in Eindhoven.

## Bezetting
- Ale: vocalen
- Maddin: gitaar, achtergrondvocalen
- Tom: gitaar
- Michi: bas
- Magge: keyboard, achtergrondvocalen
- Maxi: drums

## Discografie
Studioalbums
- 2018 - Stranger Shores

Ep's
- 2014 - Against the Crown
- 2016 - Tempest